# Erna Petermann
Erna Petermann (1912) was een hooggeplaatste vrouwelijke Aufseherin tijdens de Tweede Wereldoorlog.
Er is weinig bekend over Petermann, maar vast staat dat ze in 1944 dienstdeed in het concentratiekamp Mittelbau-Dora. De SS promoveerde haar tot Lagerführerin. Voor zover bekend was Erna Petermann de enige vrouwelijke SS'er in Mittelbau-Dora. Petermann werd na enige tijd overgeplaatst naar het Außenlager Groß Werther, in het Harz-gebergte. Toen de geallieerden het kamp naderden, vluchtte Petermann en dook ze onder. Ze werd nooit gevonden en daardoor was het onmogelijk om goed onderzoek te doen naar haar betrokkenheid bij de gruweldaden in de concentratiekampen. Over haar lot na de oorlog is niets bekend.